# Lady Caroline Lamb
Lady Caroline Lamb (n. 13 noiembrie 1785, Dorset, Anglia, Regatul Marii Britanii – d. 26 ianuarie 1828, Londra, Regatul Unit al Marii Britanii și Irlandei) a fost o aristocrată a Regatului Britanic și romancieră. Celebră pentru relația amoroasă din 1812 cu Lord Byron. Soțul ei a fost William Lamb, Al II-lea Viceconte Melbourne, Prim Ministru, dar ea nu a avut titlul de Vicecontesă deoarece a decedat înainte ca soțul ei să dețină acest titlu. De aici și motivul pentru care este cunoscută în istorie ca și Lady Caroline Lamb.
A fost singura fiică a lui Frederick Ponsonby, Al III-lea Earl de Bessborough și al Henriettei Ponsonby, Henrietta, Contesă de Bessborough. De asemenea a fost nepoata Georgianei Cavendish, Ducesă de Devonshire și verișoara (prin alianță) a Annabellei, Lady Byron.

## Cariera literară
După relația cu Lord Byron, Lady Caroline s-a bucurat de ceva succes ca și romancieră. Glenarvon, un roman gotic, a fost publicat anonim în 1816. De asemenea, alte două romane Graham Hamilton și Ada Reis, au fost publicate în 1822, respectiv 1823, tot anonim.